# Marco Somadossi
Marco Somadossi (Rovereto, 1968) is een Italiaans componist, muziekpedagoog, dirigent en trombonist.

## Levensloop
Somadossi studeerde muziek aan het Conservatorio "F.A.Bonporti" in Trente, onder andere trombone bij Fritz Resch en compositie en instrumentatie bij Daniele Carnevali. Hij studeerde tijdens dirigenten-cursussen bij Daniele Carnevali, Jaap Koops, Jan van der Roost, Jan Cober, Hardy Mertens, Felix Hauswirth, Jo Conjaerts en Franco Cesarini, HaFa-directie alsook compositie bij Steven Melillo.
Nadat hij zijn studies bij verschillende maestro's (Maurizio Mineo, Michele Lomuto, Rudy Migliardi, Basilio Sanfilippo, Michel Becquet en Branomir Slokar) voltooid had, werkte hij in diverse orkesten en ensembles ("Milan’s Pomeriggi musicali", de "Cameristi di Verona”, "Accademia Filarmonica Trentina", "APM Brass Ensemble", "En Chamade", "Südtiroler Bläserensemble"). Somadossi was lid van het nationale jeugdorkest van Italië, de Junge Schweizer Philharmonie en het Jeugdsymfonieorkest van de Europese Gemeenschap. 
Als dirigent werkte hij samen met de Corpo Musicale "Mario Mascagni" in Bozen, met die hij tijdens de Internationale concours "Flicorno d'oro" in Riva del Garda in 1995 in de 3e divisie de tweede prijs won en in 1997 in de 2e divisie de derde prijs. Vanaf 1997 is hij ook dirigent van de Corpo Bandistico di Albiano. Hij is ook oprichter en dirigent van de "Trentino Wind Band".
Als componist schrijft hij vooral werken voor harmonieorkest. Hij won prijzen bei nationale en internationale wedstrijden, zoals in 1998 bij het wedstrijd voor blaasorkestcomposities "ARGE – ALP" voor zijn werk SAH de 2e prijs en in 2000 tijdens de XXI Concorso Internazionale di composizione originale per banda di Corciano eveneens een 2e prijs. Een deel van zijn werken zijn door bekende orkesten, zoals het "Orchestra di fiati Teatro Guastalla" en de "Banda dell'Esercito Italiano" onder leiding van Fulvio Creux bij bekende festivals, bijvoorbeeld het Festival internazionale delle Bande Militari in Modena, bij het "Concorso Bertiolo", bij het "Troisieme Festival International pour Orchestre d'Harmonie" in Ollioules en het "Mirandola Musicale Festival" gespeeld.

## Composities

### Werken voor banda (harmonieorkest)
- 1998 Voce di un raggio di sole appena nato (Voice of a New-Born Sunbeam)
- 1999 SAH
  1. Al Nitak (Allegro)
  2. Al Nilam (Andante)
  3. Mintaka (Allegro)
- 2000 SIFR
- 2002 Aqva
- 2002 Via della Terra
- 2004 Flumen
  1. "Il fiume"
  2. "La gente"
- 2004 No War
- 2005 Fanfare en hymne voor de vrede
- C.C.C. Cjarlins Clarinet Concert
- Maite